# Isla Roja
La isla Roja es una pequeña isla, de forma circular con 1,6 kilómetros de largo, que alcanza una altitud máxima de 495 metros. Se sitúa en aguas del canal Príncipe Gustavo, en el extremo norte de la península Antártica. Se encuentra 5,6 kilómetros al norte del cabo Lachman de la isla James Ross, y al sur de la punta Iglesia de la península Trinidad. Su cima es plana y sus laderas son acantilados de piedra volcánica.

## Historia y toponimia
Fue vista por primera vez por la Expedición Antártica Sueca bajo Otto Nordenskjöld entre 1901 y 1904 y nombrada descriptivamente Rödön (isla Roja) por el color rojizo de sus laderas. Fue cartografiada entre 1945 y 1947 y entre 1959 y 1960 por el British Antarctic Survey (BAS) desde la base D en bahía Esperanza. La toponimia antártica de Argentina (en 1970) y Chile (en 1947 y 1974) tradujeron el nombre al castellano.

## Reclamaciones territoriales
Argentina incluye a la isla en el departamento Antártida Argentina dentro de la provincia de Tierra del Fuego, Antártida e Islas del Atlántico Sur; para Chile forma parte de la comuna Antártica de la provincia Antártica Chilena dentro de la Región de Magallanes y de la Antártica Chilena; y para el Reino Unido integra el Territorio Antártico Británico. Las tres reclamaciones están sujetas a las disposiciones del Tratado Antártico.
Nomenclatura de los países reclamantes:
- Argentina: isla Roja[6][7]
- Chile: isla Roja[3]
- Reino Unido: Red Island[4]